# Haakon Stotijn
Jacob Haakon Stotijn (La Haya, 11 de febrero de 1915-Ámsterdam, 3 de noviembre de 1964) fue un oboísta holandés.
Era hijo del oboísta Jaap Stotijn y de la soprano Geertruida Stotijn-Molenaar. Su hermana mayor Ellen Nicasie (Ellengard Stotijn) era arpista. Estuvo casado con Melly/Mieke Lindeman entre 1935 y 1954. Entre 1954 y 1956 Stotijn estuvo casado con su alumna oboísta Leonora Johanna Gompertz. La hija mayor, Renée Stotijn, del primer matrimonio era pintora (pintó, entre otros, a su hermana menor, Marion Stotijn). Su hijo Marc Stotijn fue más tarde oboísta en la Opereta de Hoofdstad, su hijo Sander Stotijn guitarrista y cantante, por ejemplo, en De Vogelrok, que fue el acto de apertura de Solution en 1972, y más tarde (en los años 1970 y 1980) se convirtió en acompañante de Mart Gevers.
Haakon recibió sus primeras lecciones de música en la familia. Realizó sus estudios en el Conservatorio de La Haya, siempre con su padre. Esta sucesión de padre e hijo dio lugar más tarde a lo que se denominó la tradición Stotijn en el mundo de la música. En 1929 todavía era admirado como violinista en Diligentia. En 1932 su nombre empezó a asociarse al del oboe en las representaciones; tocó como tal en un Cuarteto para dos instrumentos de viento y dos cuerdas (oboe, corno inglés, viola y violonchelo) de Moss Wolff.
Su padre y otros familiares tocaron en la Orquesta de la Residencia de la Haya, pero Haakon pasó a trabajar en la Orquesta Sinfónica de Berna en 1935. En 1937 el matrimonio Stotijn-Lindeman regresó a los Países Bajos y se instaló en La Haya; Haakon se convirtió en sustituto de su padre en la Orquesta Residentie (su padre se marchó temporalmente a Israel) y dos años más tarde en Hilversum, donde tocó en la orquesta VARA. El 24 de agosto de 1940 la familia se trasladó a vivir a Johannes Verhulststraat 26. En esa época era oboísta principal de la Orquesta del Concertgebouw. Combinó esta actividad con la docencia en el Conservatorio de Ámsterdam. 
En lo que se refiere a música de cámara, Haakon Stotijn fue miembro del conjunto Alma Musica durante muchos años, que se disolvió tras la muerte de Stotijn en 1964. En la orquesta del Concertgebouw le sucedió su alumno, aunque no mucho más joven, Cees van der Kraan.
Tenía una gran reputación en su país natal y en el extranjero.
El compositor Alexander Voormolen compuso un Concierto para dos oboes y orquesta para padre e hijo, que ambos interpretaron regularmente con la Orquesta Residentie (padre) y la Orquesta del Concertgebouw (hijo). Entre 1936 y 1962 interpretó 72 solos con la Orquesta del Concertgebouw, bajo la dirección de Willem Mengelberg, Eduard van Beinum y Bernard Haitink. Sin embargo, también tocó con Jean Fournet, Rafael Kubelik y Otto Klemperer. El mencionado concierto de Voormolen fue dirigido por el propio compositor en 1936.
Haakon Stotijn falleció a los 49 años tras una larga enfermedad.